# Hoplitis jakovlevi
Hoplitis jakovlevi is een vliesvleugelig insect uit de familie Megachilidae. De wetenschappelijke naam van de soort is voor het eerst geldig gepubliceerd in 1874 door Radoszkowski.